# カトキハジメ
カトキ ハジメ（1963年12月3日 - ）は、日本のメカニックデザイナー、イラストレーター。埼玉県出身。
『ガンダム』シリーズなどのアニメ作品や『電脳戦機バーチャロン』『スーパーロボット大戦』シリーズなどのゲームのメカニカルデザインを手がけるほか、イラストレーターとしてCG作品集『GUNDAM FIX』などを発表している。また、それらの派生商品であるプラモデルやアクションフィギュアなどの玩具の監修・プロデュースを担当したり、アニメ作品の監督・演出を手掛けたりなど、多彩な活動を行っている。

## 人物
大学で機械工学を専攻。趣味が高じて在学中より雑誌等のイラストレーションを描いたり漫画家のアシスタントをしたりするようになる。
1987年、素人時代に模型雑誌モデルグラフィックスの連載企画『ガンダム・センチネル』で手掛けたメカニックデザインやSF設定で一躍脚光を浴びる。その後、サンライズやバンダイの本家のガンダムシリーズのメカデザインやデザインのリファイン（通称"カトキ版"）を手掛けるようになる。以降、同シリーズのプラモデル（ガンプラ）のコンセプトデザインを担当するなど、一貫して関わり続けている。
『機動戦士ガンダム0083 STARDUST MEMORY』においては、河森正治がデザインを行った前半の主役機ガンダム試作1号機の、機構部分などのデザインを担当した際に自らの観点で修正（リファイン）を行い、その延長として後半の主役機のガンダム試作3号機（GP03）等、大半をデザインした。オリジナルである河森の試作1号機について「デザインはあまり好きじゃないけど」「（カトキハジメの主観で、特にガンダムという作品において既存のものから浮いたデザインは）メカデザイナーの自己満足であってファンは喜ばないと思います」とコメントをしている。その主張は、既存作の『機動戦士ガンダム0080 ポケットの中の戦争』用に起こされたメカニックデザインを、『ガンダム・センチネル』『機動戦士ガンダム0083』中に取り入れる試みなどにも現れている。
仕事はメカニックデザインが中心ではあるが、雑誌のイラストレーションやパッケージアートを描いたり写真撮影を行ったりすることもある。またメカだけでなくキャラクターの画稿を描くこともある。活動の場をプロに移してからはリアル志向のメカ・人物以外の画風を披露する事は稀だが、同人作家時代の『超時空要塞マクロス』のオペレーター三人娘の水着カット等、『電脳戦機バーチャロン』のCDジャケットに女性型メカのフェイ・イェンの擬人化イラスト、『涼宮ハルヒの憂鬱』のアンソロジー出版物にイラストを描く等、その芸の幅はパブリックイメージよりも広い。
2013年に短編アニメ4本で構成されるオムニバス映画『SHORT PEACE』の中の1本「武器よさらば」で初めてアニメ監督を務めた。また、2014年7月から上映・発売された『ガールズ&パンツァー』OVA「これが本当のアンツィオ戦です!」では、絵コンテで参加した。
ガンダム関連ではアレンジワークが多い事から、オリジナルのデザイナーである大河原邦男と対比されることが多い。主役機デザインコンペで『機動戦士Vガンダム』は採用されたが、続く『機動武闘伝Gガンダム』『新機動戦記ガンダムW』では大河原のデザインが採用された。
『新機動戦記ガンダムW Endless Waltz』では、作品の主要支持層である女性に対してデザインの方向性についてアンケートを取るなど、それまでには無かったアプローチを試みた。

## 作風
現実の兵器・銃器や航空機、宇宙船などの特徴を採り入れた、情報量の多いメカデザインを得意とする。工業製品的と評される作風は、パブリックな記号をデザインに取り込む事でフィクション性を低くする為の手法としている。
ガンダムの原作者富野由悠季からは、Vガンダムのデザインワークに対し「彼の絵の晴れやかなルックスがあったおかげで、救われた」「エンジェル・ハイロウのデザインを彼にまかせたらもっといい形になっていたでしょう」と評価する一方、「旧来のガンダム的なものに汚染されている」「オーバーデコレーションにしかならない」との酷評もある。同監督作品の∀ガンダムにカトキの方から参加の意向を伝えたものの断られた。 
漫画家の吉崎観音、作家の福井晴敏、イラストレーターの新川洋司等は彼のファンを公言している。柳瀬敬之や藤岡建機、瀧川虚至など彼の作風の影響を受けたデザイナーも数多い。

### カトキ立ち

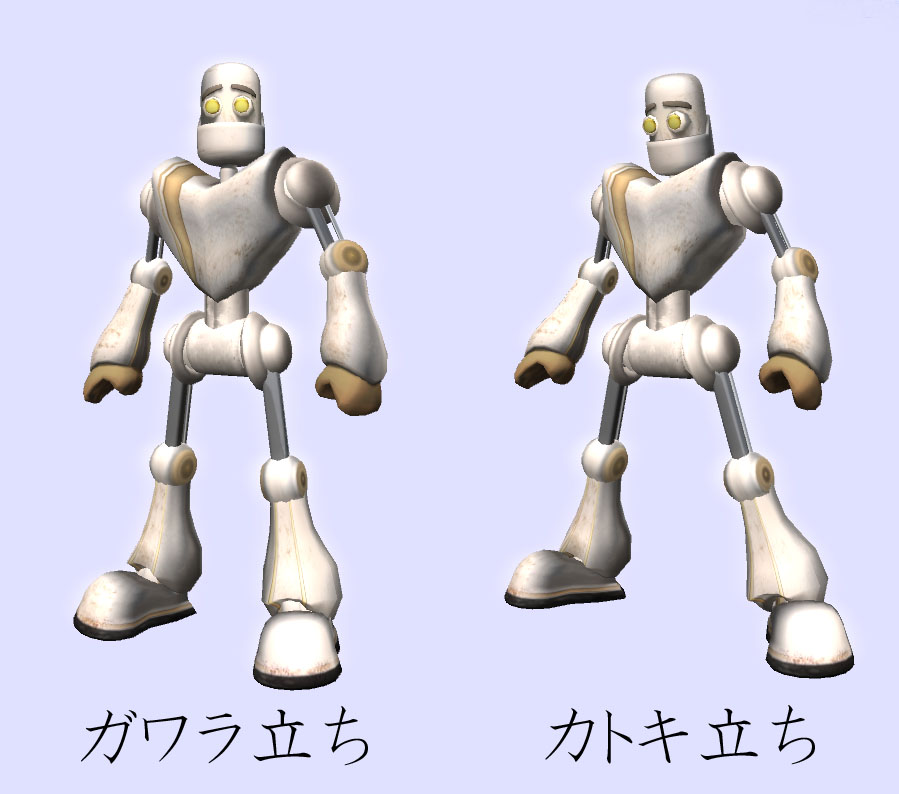
ガワラ立ちとカトキ立ち

アニメ作品におけるメカニックデザイナーという役職を確立した大河原邦男が設定画で描くロボットのポージングが「ガワラ立ち」と呼ばれるのに対し、カトキハジメのものは「カトキ立ち」と呼ばれる。彼の描くロボットは、常に肩幅より少し広い程度に両脚を開き、左足の爪先を画面の右斜め下方向、右足の爪先を画面の左斜め下方向に向け、軽く両肘を曲げて拳を握り、軽く肩を怒らせながら胸を張って正面を見据える姿で描かれる。この時の視点は真正面ではなく多少横にズレた位置であり、ロボットの顔はいわゆるカメラ目線である。カトキハジメの設定画に限らずアニメのイラストやプラモデルのディスプレイでも広く用いられている。ちなみに本人は「カトキ立ち」について「（ロボットが）最もスタイリッシュに見える素立ち姿として」考えたものであるという。既存のロボットの設定画において、足首の立体感・接地感が表現されていない場合が多かった事に対する不満がその原点としている。

### カトキ版（ver.Ka）
『機動戦士ガンダム』など既存作品に関するイラストの内、その本来の設定イラストや劇中イメージとは異なり、カトキハジメが作品内の歴史や系統を重視し「本来こうなるべきではないか?」といった主観に基づき描いた二次創作物を「カトキ版」・「ver.Ka」（version Katoki）と呼ぶ。
「ver.Ka」という名は、B-CLUB製のガレージキットで用いられたのが発祥である。当初は「ガンダム・センチネル0079版」として発売予定だったが、当時センチネルの版権の関係でバンダイとモデルグラフィックスが揉めており、この名称が使えなかったための措置だった。それ以降は、バンダイのマスターグレード（以下MG）シリーズやGUNDAM FIX FIGURATIONでも使用されている。

## 関わった作品・商品

### アニメーション作品
| 公開年     | タイトル                                                     | クレジット                                                     | 備考 |
| ---------- | ------------------------------------------------------------ | -------------------------------------------------------------- | ---- |
| 1991-1992  | 機動戦士ガンダム0083 STARDUST MEMORY                         | メカニカルデザイン、設定協力、原画                             | OVA  |
| 1992       | 機動戦士ガンダム0083 ジオンの残光                            | メカニカルデザイン、原画、設定協力                             | 映画 |
| 1993-1994  | 機動戦士Vガンダム                                            | メカニカルデザイン                                             | TV   |
| 1993       | 機動警察パトレイバー 2 the Movie                             | メカニックデザイン                                             | 映画 |
| 1994       | ザ・コクピット                                               | 「音速雷撃隊」メカニックデザイン                               | OVA  |
| 1994-1995  | 機動武闘伝Gガンダム                                          | メカニカルデザイン                                             | TV   |
| 1994       | おいら宇宙の探鉱夫                                           | 原画                                                           | OVA  |
| 1995-1996  | 新機動戦記ガンダムW                                          | メカニカルデザイン                                             | TV   |
| 1995-1997  | 銀河お嬢様伝説ユナ                                           | メカニックデザイン                                             | OVA  |
| 1996-1999  | 機動戦士ガンダム 第08MS小隊                                  | メカニカルデザイン                                             | OVA  |
| 1996       | 機動新世紀ガンダムX                                          | 設定協力                                                       | TV   |
| 1997       | 新機動戦記ガンダムW Endless Waltz                            | メカニカルデザイン                                             | OVA  |
| 1998       | 新機動戦記ガンダムW Endless Waltz 特別篇                     | メカニカルデザイン                                             | 映画 |
| 1998       | 機動戦士ガンダム 第08MS小隊 ミラーズ・リポート               | メカニカルデザイン                                             | 映画 |
| 2002       | 機動警察パトレイバー WXIII                                   | メカニックデザイン、絵コンテ協力                               | 映画 |
| 2004       | SDガンダムフォース                                           | SDデザイン                                                     | TV   |
| 2004-2005  | ケロロ軍曹                                                   | オープニング（1stシーズン）                                    | TV   |
| 2004、2006 | 機動戦士ガンダム MS IGLOO                                    | デザインワークス                                               | OVA  |
| 2005       | 劇場版 機動戦士ΖガンダムIII A New Translation -星の鼓動は愛- | 設定協力                                                       | 映画 |
| 2005       | スーパーロボット大戦ORIGINAL GENERATION THE ANIMATION        | メカ原案                                                       | OVA  |
| 2006       | 超劇場版ケロロ軍曹                                           | メカデザイン                                                   | 映画 |
| 2006-2007  | スーパーロボット大戦OG ～ディバイン・ウォーズ～              | メカデザイン                                                   | TV   |
| 2006       | N・H・Kにようこそ!                                           | 第24話 デザインワークス                                        | TV   |
| 2009       | ケロ0 出発だよ! 全員集合!!                                   | メカデザイン                                                   | 映画 |
| 2010-2014  | 機動戦士ガンダムUC                                           | メカニカルデザイン                                             | OVA  |
| 2010-2011  | スーパーロボット大戦OG -ジ・インスペクター-                  | メカニックデザイン、原画                                       | TV   |
| 2013       | SHORT PEACE                                                  | 「武器よさらば」監督、脚本、メカニカルデザイン、絵コンテ       | 映画 |
| 2013-2016  | コードギアス 亡国のアキト                                    | メカデザイン（第2章より）                                      | OVA  |
| 2014       | ガールズ&パンツァー これが本当のアンツィオ戦です！           | 絵コンテ、作画協力、素材提供                                   | OVA  |
| 2015       | アイカツ!                                                    | 第122話「ヴァンパイアミステリー」絵コンテ                      | TV   |
| 2015-2018  | 機動戦士ガンダム THE ORIGIN                                  | メカニカルデザイン、原画、絵コンテ、演出                       | OVA  |
| 2015       | ガールズ&パンツァー 劇場版                                   | 素材提供                                                       | 映画 |
| 2015-2017  | 機動戦士ガンダム サンダーボルト                              | アニメーションメカニカルデザイン、絵コンテ                     | OVA  |
| 2016       | 機動戦士ガンダムユニコーン RE:0096                           | メカニカルデザイン                                             | TV   |
| 2016       | 機動戦士ガンダム サンダーボルト DECEMBER SKY                 | アニメーションメカニカルデザイン                               | 映画 |
| 2017       | 機動戦士ガンダム サンダーボルト BANDIT FLOWER                | アニメーションメカニカルデザイン                               | 映画 |
| 2018       | 機動戦士ガンダムNT                                           | メカニカルデザイン                                             | 映画 |
| 2019       | 機動戦士ガンダム THE ORIGIN 前夜 赤い彗星                    | メカニカルデザイン、エンディングスタッフ、絵コンテ、演出、原画 | TV   |
| 2020       | ポチっと発明 ピカちんキット                                  | 第114話 ポチローロボデザイン、絵コンテ、原画                   | TV   |
| 2021       | 機動戦士ガンダム 閃光のハサウェイ                            | メカニカルデザイン                                             | 映画 |
| 2022       | デリシャスパーティ♡プリキュア                                | 第5話 絵コンテ                                                 | TV   |
| 2022       | 機動戦士ガンダム ククルス・ドアンの島                        | メカニカルデザイン                                             | 映画 |
| 2022       | 映画 デリシャスパーティ♡プリキュア 夢みる♡お子さまランチ!    | サブキャラクターデザイン                                       | 映画 |
| 2022       | ヤマノススメ Next Summit                                     | 第3話 ショートストーリ#03 脚本・絵コンテ                       | TV   |
| 時期未発表 | 機動戦士ガンダム 閃光のハサウェイ キルケーの魔女             | メカニカルデザイン                                             | 映画 |

### 書籍
| 発表期間  | タイトル                                                 | クレジット           | 備考                                                                                |
| --------- | -------------------------------------------------------- | -------------------- | ----------------------------------------------------------------------------------- |
| 1987-1990 | ガンダム・センチネル                                     | 設定、イラスト、漫画 | 「かときはじめ」名義。                                                              |
| 1990      | ガンダム・センチネル0079                                 | 設定、イラスト       | 「かときはじめ」名義。                                                              |
| 1992      | 機動戦士ガンダム0083                                     | 口絵イラスト         | 著：山口宏                                                                          |
| 1994-1997 | 機動戦士クロスボーン・ガンダム                           | デザイン協力         | 原作：富野由悠季、漫画：長谷川裕一、原案：矢立肇                                    |
| 1988      | 灼熱の竜騎兵                                             | 挿絵                 | 著：田中芳樹 月刊ドラゴンマガジン1988年5月号-10月号掲載版のみ担当。                 |
| 1992      | 6億kmの燐光                                              | イラスト、設定       | 著：宇童ケン                                                                        |
| 1994      | 機動戦士Vガンダム5 エンジェル・ハィロゥ                  | イラスト             | 著：富野由悠季                                                                      |
| 1995-1998 | GUNDAM FIX                                               |                      |                                                                                     |
| 2001      | KATOKI HAJIME DESIGNS & PRODUCTS                         |                      |                                                                                     |
| 2002-2004 | 機動戦士クロスボーン・ガンダム外伝                       | デザイン協力         | 漫画：長谷川裕一、原作：矢立肇、富野由悠季                                          |
| 2003      | カトキハジメデザインアンドプロダクツアプルーブドガンダム |                      |                                                                                     |
| 2006-2007 | 機動戦士クロスボーン・ガンダム 鋼鉄の7人                 | デザイン協力         | 漫画：長谷川裕一、原作：矢立肇、富野由悠季                                          |
| 2007-2009 | 機動戦士ガンダムUC                                       | メカニックデザイン   | 著：福井晴敏、原案：矢立肇、富野由悠季 角川コミック・エース版の表紙イラストも担当。 |
| 2007      | トニーたけざきのガンダム漫画                             |                      | 漫画：トニーたけざき シャア専用ボールのデザインを担当。                             |
| 2010-2016 | 新機動戦記ガンダムW Frozen Teardrop                      | メカニックデザイン   | 著：隅沢克之、原案：矢立肇、富野由悠季 単行本の「装画」も担当。                     |
| 2010      | 機動戦士ガンダムUC カトキハジメ メカニカルアーカイブス   |                      |                                                                                     |
| 2010-     | 機動戦士ガンダムＵＣ バンデシネ                          | メカニックデザイン   | ストーリー：福井晴敏、漫画：大森倖三                                                |
| 2011-2013 | トップをねらえ！                                         |                      | RX-7のリファインデザインを担当。                                                    |
| 2012-2016 | 機動戦士クロスボーン・ガンダム ゴースト                  | デザイン協力         | 漫画：長谷川裕一、原作：矢立肇、富野由悠季                                          |
| 2013-2014 | 機動戦士ガンダム U.C.0094 アクロス・ザ・スカイ           | メカニックデザイン   | 漫画：葛木ヒヨシ、シナリオ：関西リョウジ                                            |
| 2016      | とある魔術の電脳戦機                                     | イラスト             | 著：鎌池和馬                                                                        |
| 2016-2019 | 機動戦士ガンダム THE ORIGIN MSD ククルス・ドアンの島     | メカニカルデザイン   | 漫画：おおのじゅんじ                                                                |
| 2018-     | 機動戦士ガンダムＮＴ                                     | メカニックデザイン   | ストーリー：福井晴敏、コミカライズ：大森倖三                                        |
| 2021-     | 機動戦士クロスボーン・ガンダムX-11                       | デザイン協力         | 漫画：長谷川裕一、原作：矢立肇、富野由悠季                                          |

### ゲーム
| 発表年 | タイトル                                                       | クレジット                       | 備考                                                    |
| ------ | -------------------------------------------------------------- | -------------------------------- | ------------------------------------------------------- |
| 1992   | グラディウスII                                                 |                                  | 「かときはじめ」名義。 X68000版説明書用イラストを担当。 |
| 1992   | 超攻合神サーディオン                                           | メカニックデザイン               |                                                         |
| 1994   | ポリスノーツ                                                   | メカニックデザイン               |                                                         |
| 1995   | 第4次スーパーロボット大戦                                      | メカニックデザイン               |                                                         |
| 1995   | 機動戦士ガンダム                                               | ガンダム＆ザクコクピットデザイン |                                                         |
| 1995-  | 電脳戦機バーチャロン                                           | メインメカニックデザイン         |                                                         |
| 1996   | スーパーロボット大戦外伝 魔装機神 THE LORD OF ELEMENTAL        | メカニックデザイン               |                                                         |
| 1996   | 新スーパーロボット大戦                                         | オリジナルメカデザイン           |                                                         |
| 1997   | スーパーロボット大戦F                                          | オリジナルメカデザイン           |                                                         |
| 1997   | 機動戦士Ζガンダム                                              | パッケージデザイン               |                                                         |
| 1998   | リアルロボッツファイナルアタック                               | メカニックデザイン               |                                                         |
| 1998   | スーパーロボット大戦F完結編                                    | メカニックデザイン               |                                                         |
| 1998   | スーパーロボットスピリッツ                                     | メカニックデザイン               |                                                         |
| 1999   | スーパーヒーロー作戦                                           | メカニックデザイン               |                                                         |
| 1999   | スーパーロボット大戦コンプリートボックス                       | オリジナルメカデザイン           |                                                         |
| 1999   | リアルロボット戦線                                             | メカニックデザイン               |                                                         |
| 2000   | スーパーロボット大戦α                                          | メカニックデザイン               |                                                         |
| 2001   | スーパーロボット大戦α外伝                                      | メカニックデザイン               |                                                         |
| 2002   | スーパーロボット大戦ORIGINAL GENERATION                        | メカニックデザイン               |                                                         |
| 2003   | 第2次スーパーロボット大戦α                                     | メカニックデザイン               |                                                         |
| 2003   | 機動戦士ガンダム めぐりあい宇宙                                | メカニカルデザイン               |                                                         |
| 2005   | スーパーロボット大戦ORIGINAL GENERATION2                       | メカニックデザイン               |                                                         |
| 2005   | 第3次スーパーロボット大戦α 終焉の銀河へ                        | メカニックデザイン               |                                                         |
| 2006-  | 機動戦士ガンダム 戦場の絆                                      |                                  |                                                         |
| 2007   | ガンダム無双                                                   | オリジナルモビルスーツデザイン   |                                                         |
| 2007   | スーパーロボット大戦OG ORIGINAL GENERATIONS                    | メカニックデザイン               |                                                         |
| 2007   | スーパーロボット大戦OG外伝                                     | メカニックデザイン               |                                                         |
| 2008   | ガンダム無双 Special                                           | オリジナルモビルスーツデザイン   |                                                         |
| 2008   | ガンダム無双2                                                  | オリジナルモビルスーツデザイン   |                                                         |
| 2009   | 機動戦士ガンダム戦記                                           |                                  |                                                         |
| 2010   | スーパーロボット大戦OGサーガ 魔装機神 THE LORD OF ELEMENTAL    | メカニックデザイン               |                                                         |
| 2010   | ガンダム無双3                                                  | オリジナルモビルスーツデザイン   |                                                         |
| 2012   | 第2次スーパーロボット大戦OG                                    | メカニックデザイン               |                                                         |
| 2013   | スーパーロボット大戦OG ダークプリズン                          | メカニックデザイン               |                                                         |
| 2018   | 電脳戦機バーチャロン×とある魔術の禁書目録 とある魔術の電脳戦機 | メカデザイン                     |                                                         |
| 2020   | スーパーロボット大戦DD                                         |                                  | ウイングガンダムゼロリベリオンのカラー設定を担当。      |
| 2021   | スーパーロボット大戦30                                         | オリジナルメカデザイン           | [ 32 ]                                                  |

### 立体物
- ビームライフル

Vガンダムのなりきり玩具アイテム。玩具用のハイディテール画稿が存在する。
- ガンプラ（一部商品のコンセプトデザイン及び監修）
  - マスターグレード シリーズ
  - マスターグレード・Ver.Kaシリーズ
  - ハイグレード・ユニバーサルセンチュリー シリーズ
  - リアルグレードシリーズ
- GUNDAM FIX FIGURATION（コンセプトデザイン、監修）
- ZEONOGRAPHY（コンセプトデザイン、監修）
- KERORO FIX FIGURATION（コンセプトデザイン、監修）
- オリジナルドール KATOKI DESIGN momokomono（PetWORKS）
- イメージセンサーマウス M-MAPP1KHシリーズ（エレコム）
- 福井晴敏6ステイン付属ピンズ

### その他
- 劇場版機動戦士ガンダムLDジャケットイラスト
- ファミリーソフト機動戦士ガンダムジャケットイラスト
- エンジェルジグソーパズル機動戦士ガンダム0083
- エンジェルジグソーパズル機動戦士Vガンダム
- バンダイカードダスフュージョン戦記ガンダムバトレイヴ
- 2007年シーズンのSUPER GTに出場していたBANDAI DUNLOP SC430のカラーリング

第5戦からガンダムカラーとなり、エントリー名は「BANDAI 00 DUNLOP SC430」となった。